# Arikaree

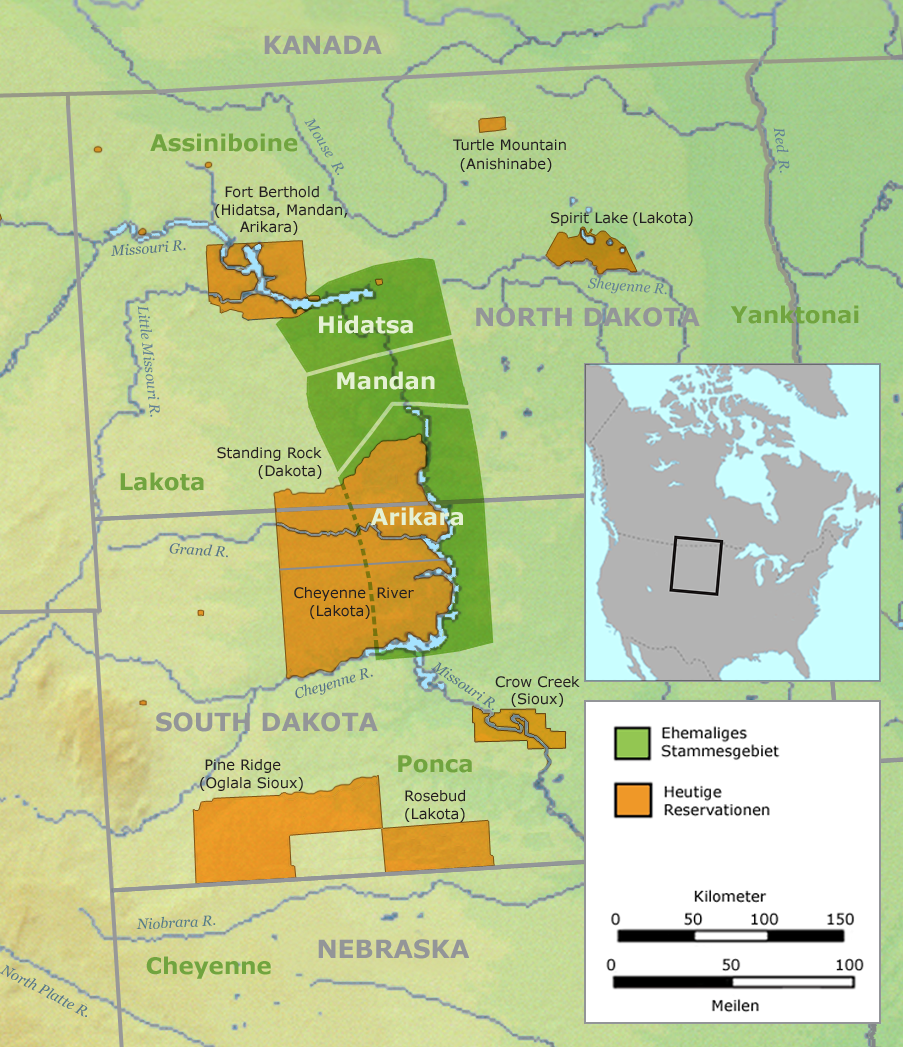
Ehemaliges Stammesgebiet der Arikaree und heutige Reservation in North Dakota

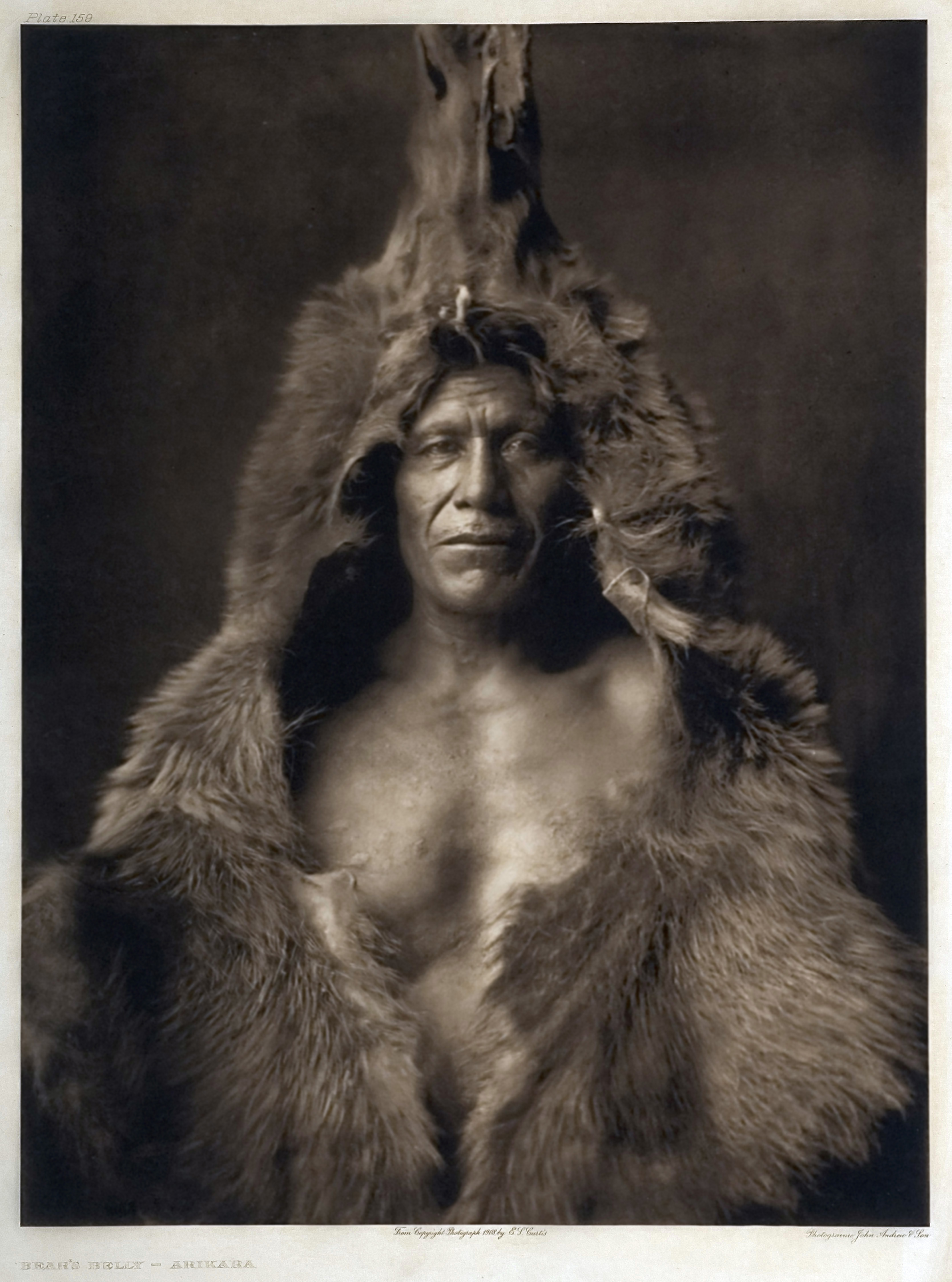
„Mitglied der Bruderschaft der Medizinmänner, in sein heiliges Bärenfell gehüllt“ (Arikaree-Indianer, Edward Curtis 1908)

Die Arikara, Arikaree, Ree oder Sáhniš waren einst ein militärisch mächtiger halbnomadischer Stamm der Prärie-Indianer entlang des Upper Missouri River (in Arikara: tswaarúxtiʾ huukaahaánuʾ oder čiinaanišíšuʾ) sowie zwischen dessen beiden rechten Nebenflüssen Cheyenne River und Grand River (sáhniš husahaanuʾ oder sáhniš sahaánuʾ) im heutigen Nebraska und South Dakota. Zusammen mit den Mandan und Hidatsa bildeten sie im 18. und Anfang des 19. Jahrhunderts das größte und bedeutendste Handelszentrum der Nördlichen Plains.
Durch mehrere Epidemien sowie Kriege mit Lakota und Yanktonai stark geschwächt, zogen sie Mitte des 19. Jahrhunderts den Missouri flussaufwärts und schlossen sich 1862 ihren einstigen Feinden, den Mandan und Hidatsa, in der Siedlung „Like-a-Fishhook Bend“ (Sahkahaáhniniʾ) nahe Fort Berthold, zwischen dem Little Missouri River (iinahuukaahaahčitáwi) und Knife River (neesič sahánuʾ oder neesítš husahaánuʾ) in North Dakota an.

## Sprache
Das Arikara (Sáhniš) zählt zum Pawnee-Kitsai-Zweig der Nördlichen Caddo-Sprachen (Plains Caddo) und steht dem Skiri/Skidi-Dialekt des Pawnee so nahe, so dass es von manchen Linguisten als ein Pawnee-Dialekt und nicht als eigenständige Sprache angesehen wird. Neben den Arikara und Pawnee zählten auch die Wichita-sprachigen Völker (Wichita, Taovaya/Tawehash, Waco/Iscani/Hueco und Tawakoni/Towakoni) (čirikú:NUx genannt) sowie die Kichai (Kitsai) sprachlich und kulturell zu den Nördlichen Caddo (Plains Caddo). Im Jahr 1990 sprachen noch 90 Stammesmitglieder ihre Sprache; heute gibt es nur noch zehn Sprecher, und die Sprache zählt daher fast zu den ausgestorbenen Sprachen.
Die Arikara standen nicht nur sprachlich, sondern auch kulturell den Pawnee (sčiíri genannt; siehe die Ähnlichkeit zu Skiri / Skidi-Pawnee) nahe, von denen sie sich kurz vor Ankunft der Europäer im 16. Jahrhundert abspalteten. Im Laufe der nächsten Jahrhunderte zogen sie etappenweise nach Norden und wurden damit zum nördlichsten Caddo-sprachigen Stamm.

## Namen
Die heutige Stammesbezeichnung als Arikara, Arikaree oder Ree wird meist von den Pawnee-Wörtern ariktaahca („hoch aufgestellte Hörner“), arikaraarurahwiʾat („Hörner, die über dem Boden reiben / auf dem Boden kratzen, wie ein Wapiti“), aríkaraar („gehörnt, haben Hörner“) oder einfach aríka („Horn“), was wahrscheinlich auf ihre Tradition, zwei aufrechte Wapiti-Geweihstücke im Haar zu tragen, hinweist. Daher sind die Arikara manchmal im Englischen auch als Elk People („Wapiti (Elk) Volk“) bezeichnet.
Arikara und Pawnee wurden von den Assiniboine (psi’aákAt) als panána und von den Dakota-Sioux als phadáni bezeichnet, wohingegen die Lakota-Sioux nur die Arikara phaláni nannten, alle Bezeichnungen verweisen auf die Verwandtschaft der beiden Völker und bedeuteten etwa „Lügner“. Die Skidi Pawnee nannten die Arikara astaráhi (əàstərə́hi, əàstərəhíru) und die South Bands Pawnee astárahi (beides bedeutet: „grooved foot“), was wahrscheinlich auf den Namen der einst bedeutenden Arikara-Siedlung Axtárahi (Axtə́RAhi) zurückzuführen ist. Ein unter den Pawnee verbreiteter Spitzname für die Arikara war Nuxtaraawíš (wörtlich: „Graue Hintern“).
Die Arikara nennen sich hingegen einfach Sáhniš oder Sahniš („Volk“), andere Stämme bezeichneten sie allgemein als saNIsahníš, während sie die Europäer als sahNIstaaka („Weißes Volk“, weibliche Form: sapaakIsaNIštaaká) bezeichneten.

## Geschichte
Die kulturellen Wurzeln der Arikaree findet man bei den Stämmen des unteren Mississippitals.
Die Arikaree lebten entlang der Flüsse in ortsfesten Dörfern in Erdhäusern, die Schutz in den bitterkalten Wintern boten, aber auch in den heißen Sommermonaten kühl blieben. Auf der Jagd benutzten sie das Tipi, das auf von Hunden (später Pferden) gezogenen Travois transportiert wurde; traditionell besaß eine Arikaree-Familie 30–40 Hunde, später wurden Pferde immer wichtiger.
Die Arikaree waren Experten im Anbau von Mais, Bohnen, Squash und anderen Feldfrüchten wie Sonnenblumen und der heiligen Tabakpflanze. In der auf den Plains üblichen Zeichensprache wurden die Arikaree deshalb als Maisesser bezeichnet. Die Frauen betrieben Ackerbau, die Männer jagten Hirsche, Elche und Büffel. Sie waren ausgezeichnete Schwimmer, die eine Methode entwickelt hatten, um die Büffel während ihrer Überquerung der Flüsse zu erlegen. Auch ihr Holz holten sie in waghalsigen Aktionen aus den Flüssen, in denen die Baumstämme beim Frühjahrshochwasser hinabtrieben. Ihre runden Boote (Coracles) fertigten sie aus zusammengenähten Büffelfellen, die mit der Fellseite nach innen über einen Rahmen aus Weidenruten gespannt wurden. Ein derartiges, sehr leichtes Boot hatte einen Durchmesser von 90 bis 120 cm und konnte bis zu drei Männer über den Fluss tragen.
Die Semi-Nomaden wohnten in zeitweilig besiedelten Dörfern aus erdbedeckten Hütten. Die dörflichen Aktivitäten wurden durch die Befragung des Heiligen Bündels gesteuert, das sich im Besitz des führenden Priesters (naawiinahčitawíʾuʾ oder kunaačitawíʾuʾ) befand. Dieses Amt und der Posten des Häuptlings (neešaánuʾ) scheinen das erbliche Vorrecht weniger führender Familien gewesen zu sein. Weitere Priester (kunaʾuxwaaruxtiíʾu), waren Heiler und Heilige Männer innehatten – dieses Amt wurde meist nicht vererbt, sondern die Aspiranten mussten die notwendigen spirituellen und medizinischen Kenntnisse in einer jahrelangen Lehre erwerben. Mit den Krieger-, Tanz- und Medizin-Gesellschaften/Bünden waren niedrigere Ämter verbunden. Diese Gesellschaften/Bünde fanden sich oftmals zusammen zu großen Tanzveranstaltungen, so gab es folgende Tänze bei den z. B. Medizin-Gesellschaften: arikaraánuʾ (Stag Society), kohnít (Kohnit Society), kuúnux (Bear Society), neksaánuʾ (Ghost Society), saánat (Sioux Society) oder naawiinahčitawíuʾ (Principal Medicine Society); Tanz-Gesellschaften: haanuhnaaníhta (Dead Grass Hanging From The Waist Society), haanutkoótuʾ (Dead Grass Society), haanutkúsuʾ (Big Grass Society), hirúška (Hirushka Society), Krieger-Gesellschaften: naanišinúxka (War Dance Society). Zudem gab es Gesellschaften und deren Tänze, denen nur Frauen angehörten, wie die: staanišháhnini (Creek Women’s Society) oder staaniškoóhat (Women’s Goose Society) oder kaákaʾ (Crow Dance) und čiwihákux (Scalp Dance, Victory Dance).
Die Arikaree waren eine lose Konföderation von Bands (ačitaánuʾ), jede mit mindestens einem eigenen Dorf (isahkahaánuʾ oder ituhčituúʾ), separaten Eigennamen und einem Heiligen Bündel (karuúxuʾ). Das Heilige Bündel symbolisierte die Einheit der Band bzw. des zugehörigen Dorfes und wurde von einem „Priester/Heiliges Bündel Priester“ (naawiinahčitawíuʾ) bzw. „Bewahrer des Heiligen Bündels“ (naawiinahčitawíu) bewahrt – meist war auch der Name des Heiligen Bündels mit dem Bandnamen identisch.
Folgende Bands, Dörfer und deren zugehörige Heilige Bündel sind bekannt:
- Awaáhu Band („Abandoned“, „Left Behind“), Heiliges Bündel: awaáhu
- Axtárahi Band, Heiliges Bündel: axtárahi
- Činihnaahtákux Band („Ash on Hill“, „Ash Tree on a Hill“), Heiliges Bündel: činihnaahtákux
- Huukaawirát Band („Far East“, „Eastern“), Heiliges Bündel: huukaawirát
- Šitiniišápit Dorf („Broken Arrow“), Heiliges Bündel: šitiniišápit
- Nahuukaáta Dorf („By The Water Village“, „River bank Village“), Heiliges Bündel: nahuukaáta
- Naakaríka Dorf („Branch Sticking Out“), Heiliges Bündel: naakaríka
- Tuhkaatákux Dorf („Village Against A Hill“, „Village at the Foot of the Hill“), Heiliges Bündel: tuhkaatákux
- SahkahaáhniniʾDorf („Like-a-Fishhook Bend“, später als Ituhpakutkux  – „be the old Village“ bezeichnet), Heiliges Bündel: ?
- Naakaríka Dorf, Heiliges Bündel: ?
- Tuhkastahaánuʾ Dorf („Buffalo Sod Village“), Heiliges Bündel: ?
- Iinahushaahčitáwi Dorf (vormaliges Dorf entlang des Grand River (sáhniš husahaánuʾ)), Heiliges Bündel: ?
- Ituhwiísuʾ Dorf („Heart Village“, entlang des Heart River (wiisu sahaánuʾ)), Heiliges Bündel: ?
- Kuxkahaánuʾ Dorf, Heiliges Bündel: ?
- Nuuneesáwatuunu Dörfer („Over the Hill“, Name mehrerer Dörfer nahe Fort Clark südwärts entlang des Missouri River), Heiliges Bündel: ?
- Nuuneesawatuúnu Dörfer („Over the Hill“, Name mehrerer Dörfer südöstlich von Wakpala), Heiliges Bündel: ?

Mitte des 19. Jahrhunderts wurden folgende Namen für einzelne Bands bekannt (Culbertson in Smithson. Rep. 1850, 143, 1851.):
- Hachepiriinu Band oder Xaačipiriínuʾ Band („Young Dogs“): unter Führung des Häuptlings Chinanitu („The Brother“) (es gibt die gleichnamige Young Dog Society).
- Šhíʾa Band oder Hia Band („Cree Band“): unter Führung des Häuptlings Cherenakuta („Yellow Wolf“).
- Hosukhaunu Band („Foolish Dogs“): unter Führung Häuptlings Sithauche (jedoch wahrscheinlicher eine Tanzgesellschaft).
- Hosukhaunukare rihn Band oder Hosukhaunukarerihu Band („Little Foolish Dogs“): unter Führung des Häuptlings Tigaranish (jedoch wahrscheinlicher eine Tanzgesellschaft).
- Sukhutit Band („Black Mouths“)
- Kaákaʾ Band oder Kaka Band („Band of Crows“)
- Hukós Band oder Okos Band („Band of Bulls“)
- Pahnišúkat Band oder Paushuk Band („Band of Cut-Throats“) (es gibt die gleichnamige Cut-Throat Society).
- Foxes Band (eventuell jedoch die Fox Society namens Naaniščiwákuʾ).

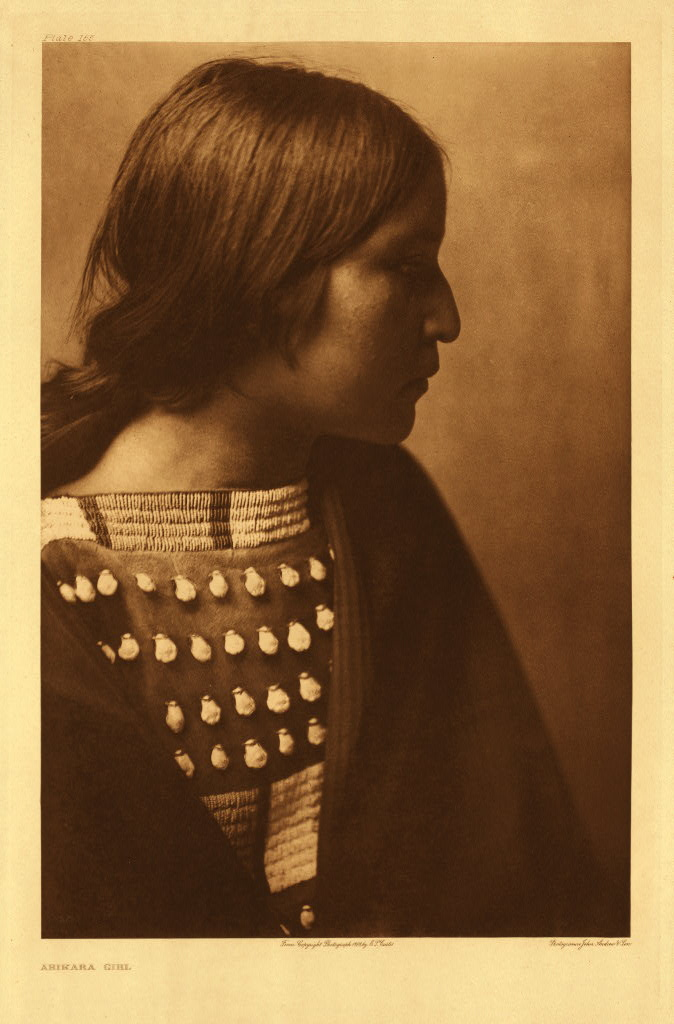
Frau der Arikaree, Edward Curtis, 1909

Die Arikaree wurden zum Hindernis für die den Missouri in Booten aufwärts reisenden Handelsgesellschaften. Ein Gefecht mit US-amerikanischen Händlern, bei dem 13 Weiße getötet wurden, löste 1823 den ersten Feldzug der U.S. Armee gegen einen Plainsstamm aus. Obwohl die Arikaree am Ende des 18. Jahrhunderts zwischen 3000 und 4000 Stammesangehörige zählten, reduzierten Kriege und Pockenepidemien ihre Bevölkerung während des folgenden Jahrhunderts erheblich. In den 1860er Jahren schlossen sie sich den ebenfalls durch Epidemien stark dezimierten Mandan (káNIt) und Hidatsa (wiitatshaáhkAt) an. Die drei Stämme siedelten als The Three Tribes bei Fort Berthold, in dessen Nähe die US-Regierung 1870 die heute gleichnamige Reservation  etablierte. Um 1885 begannen sie mit dem Ackerbau auf verstreut liegenden Familienfarmen. Im Zuge des Indian Reorganization Act von 1934 verbanden sich die Arikaree offiziell mit den Mandan und Hidatsa und bildeten die Three Affiliated Tribes (Drei verbundene Stämme). Heute nennen sie sich Mandan, Hidatsa, and Arikara Nation, The Three Affiliated Tribes. In den 1950er Jahren wurden durch den Bau des Garrison Damms und der daraus folgenden Aufstauung des Lake Sakakawea mehrere Siedlungen sowie ca. 80 % Prozent des Straßennetzes in der Reservation vernichtet, so dass die Stammesmitglieder in neue Siedlungen umsiedeln und neue Straßen gebaut werden mussten. Ein weiterer Umzug erfolgte wegen der Entdeckung von Öl im Williston Basin. Die Volkszählung im Jahr 2000 erfasste 775 Stammesangehörige der Arikaree.
Heute gliedert sich die Fort Berthold Reservation in sechs politische Verwaltungseinheiten, die gleichzeitig die größeren Siedlungszentren auf der Reservation bilden: Four Bears (Sitz der Stammesverwaltung sowie Stammesregierung), Mandaree, Shell Creek (New Town), Lucky Mound (Parshall), Twin Buttes und White Shield. Laut dem Three Affiliated Tribes Enrollment Office Data von 2010 gab es zu diesem Zeitpunkt 12.204 Stammesmitglieder der Three Affiliated Tribes (Mandan, Hidatsa und Arikara) von denen 6.341 in der Reservation lebten.